# Штокверк (рудне тіло)

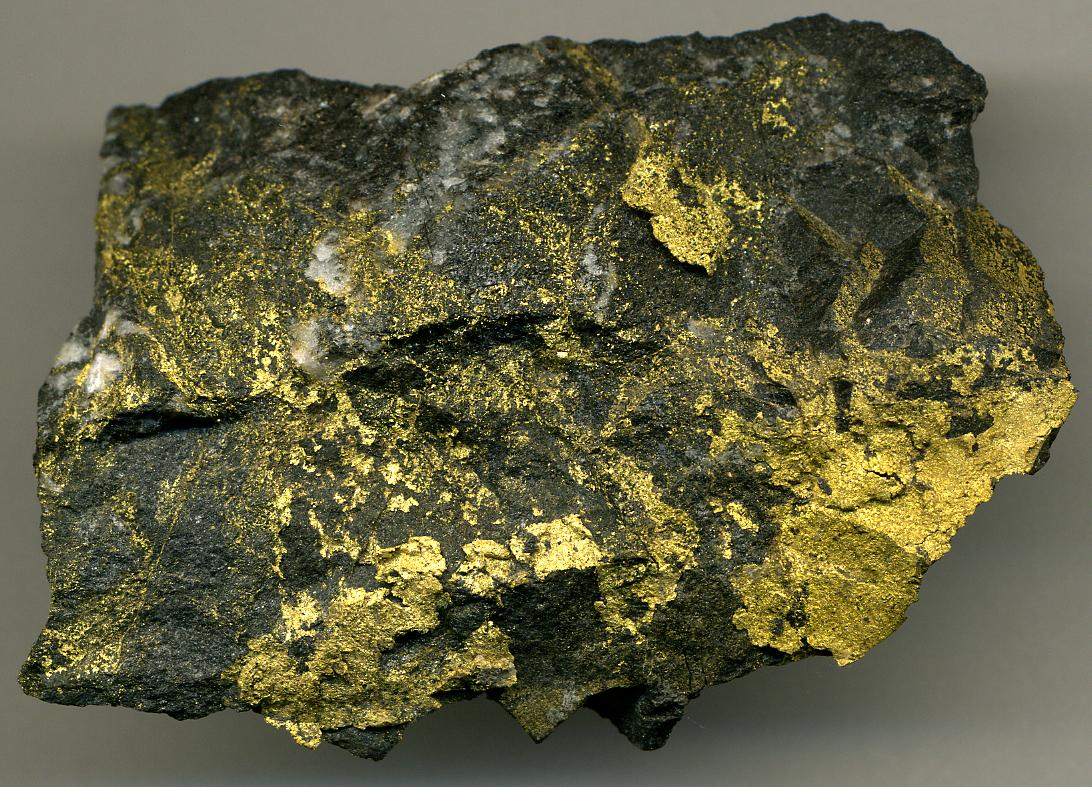
Приклад штокверку золотоносної породи (ширина зразка 6,6 см) з рудника «Червоне озеро» (Канада), що включає в себе щільну павутину різноспрямованих жил і прожилок мінералу.

Штокверк (від нім. Stockwerk) — рудне тіло, утворене масою гірської породи, пронизаної густою сіткою різноорієноватованих жил та прожилків, що здебільшого і містять рудні мінерали. Рудні мінерали також містяться й у породах, які прориває штокверк, проте у вигляді вкрапленості.
Серед штокверків розрізняють площадні та лінійні:
- площадні штокверки мають ізометричну форму;
- лінійні витягнуті у одному з напрямків.

Розміри штокверків змінюються від кількох десятків м до кількох кілометрів.
Штокверки відносять до групи гідротермальних утворень, що виникають при відкладенні металоносної речовини із високотемпературних розчинів, що циркулюють системою тріщин гірського масиву. Штокверки поширені в багатьох типах рудних родовищ і в грейзенах. Морфологію штокверків мають деякі родовища міді, молібдену, золота, олова, берилію, урану, ртуті тощо.